# Märkisches Gymnasium Hamm
Das Märkische Gymnasium ist seit dem Umzug aus dem Zentrum 1973 Stadtteilgymnasium für die westlichen Bezirke der Stadt Hamm. Aus dieser räumlichen Lage und den Bedürfnissen der hier wohnenden Menschen konstituiert sich der spezifische gesellschaftliche Auftrag an diese Schule: die Vermittlung gymnasialer Bildung an viele Schüler, die diesem Bildungsgang traditionell nicht nahestehen oder einen Migrationshintergrund haben sowie die Bereitstellung kultureller Angebote im Westen der Stadt.
Der zweite gesellschaftliche Auftrag der Schule resultiert aus der Eröffnung des Aufbauzweiges am damals noch Neusprachlichen Gymnasium im Jahr 1964. Seit mehr als vierzig Jahren hat die Schule eine Funktion für das Bildungssystem der gesamten Kommune übernommen und damit die Grundlage für die lange Tradition gelegt, Schülern aus Realschule und Hauptschule mit Qualifikationsvermerk den Besuch der gymnasialen Oberstufe zu ermöglichen und ihnen damit den Weg zur Fachhochschulreife und zum Abitur zu eröffnen. Um diese Funktion auch beim Wechsel von G8 nach G9 zu erfüllen, ist die Schule für Schuljahr 2023/2024 als Bündelungsgymnasium ausgewiesen.

## Frühere Namen
Zum hundertjährigen Jubiläum wurde die Namensgebung für das „Neusprachliche“ lebhaft diskutiert. Der frühere Name Graf-Adolf-von-der-Mark-Oberschule, vom Oberbürgermeister Erich Deter 1937 im Führerstil verordnet, vom Kollegium nur unwillig akzeptiert, war unannehmbar geworden. Selbst auf den Namen Adolf im Titel reagierten Schulangehörige mit Widerwillen. Bis es zu einer neuen Namensgebung kam, vergingen daher nach dem Zweiten Weltkrieg 22 Jahre. Der offizielle Name in seiner vollständigen Form lautete nach dem Ratsbeschluss vom 20. Februar 1970 zunächst: Märkisches Gymnasium Hamm, Städtisches Neusprachliches Gymnasium und Aufbaugymnasium für Realschulabgänger. Der heutige Name ist Märkisches Gymnasium Hamm.

## Geschichte
1867 wurde die Rektoratschule an der Pfarrkirche St. Agnes gegründet. 1907 zog sie in den Neubau Ecke Franziskanerstraße/Brüderstraße. 1922 erfolgte die Umwandlung in ein Realprogymnasium, 1924 in ein Realgymnasium. 1925 zog die Schule in die Hohe Straße, wo später ein Erweiterungsbau entstand. 1927 fand die erste Fahrt ins Schullandheim auf Wangerooge statt. 1927 wurden die ersten Abiturienten entlassen. 1937 erfolgte die Umbenennung in Graf-Adolf-von-der-Mark-Schule.
1944 wurde das Schulhaus durch Brandbomben zerstört. Der Unterricht konnte im Jahr 1946 als Teil einer Doppelanstalt zusammen mit dem späteren Freiherr-vom-Stein-Gymnasium in der ehemaligen Infanteriekaserne wiederaufgenommen werden. Ab 1951 war die Schule als Neusprachliches Gymnasium in der Hohen Straße wieder selbständig. 1964 richtete man einen „Aufbauzweig für Realschulabsolventen“ ein, und 1966 wurden an der zuvor reinen Jungenschule die ersten Abiturientinnen entlassen.
1967 feiert das Gymnasium das Hundertjährige Schuljubiläum. Ein Jahr nach dem Jubiläum erging der Beschluss des Rats der Stadt Hamm über den Neubau des Neusprachlichen Gymnasiums. Das Gymnasium wurde 1970 in Märkisches Gymnasium umbenannt. Das Richtfest des neuen Schulgebäudes wurde 1972 an der Wilhelm-Liebknecht-Straße gefeiert. Der Neubau wurde 1973 eingeweiht. Im gleichen Jahr wurde die Differenzierung in der gymnasialen Oberstufe eingeführt. Die Schule feierte 1992 das 125-jähriges Schuljubiläum. Das neue Schauprogramm wurde 1996 entwickelt.  1998 wurde das „MGH – 25 Jahre Stadtteilschule im Hammer Westen“. Der Anbau wurde 2003 eingeweiht. Das MGH wurde mit Beginn des Schuljahres 2009/10 zum ersten Ganztagsgymnasium in Hamm umgewandelt. Die Mensa wurde am 28. September 2011 eröffnet.

## Schulleiter
- 1952 bis 1967: Franz Meerpohl
- 1967 bis 1980: Anton Lübbering
- 1980 bis 1994: Erwin Menne
- 1994 bis 2009: Hanns-Michael Sennewald
- 2009 bis 2014: Ursula Möhrle
- 2015 bis 2023: Florian Rösner
- ab 2023: Dirk Bennhardt